# Catherine Lechalupé
Catherine Lechalupé (* 1950) ist eine französische Badmintonspielerin. 

## Karriere
Catherine Lechalupé wurde 1981 erstmals französische Meisterin. Bis 1983 gewann sie insgesamt sieben nationale Titel. 1986 siegte sie bei den French Open.

## Sportliche Erfolge
| Saison    | Veranstaltung              | Disziplin   | Platz | Name                                       |
| --------- | -------------------------- | ----------- | ----- | ------------------------------------------ |
| 1980/1981 | Französische Meisterschaft | Dameneinzel | 1     | Catherine Lechalupé                        |
| 1980/1981 | Französische Meisterschaft | Damendoppel | 1     | Michèle Bontemps / Catherine Lechalupé     |
| 1981/1982 | Französische Meisterschaft | Mixed       | 1     | Jean-Claude Bertrand / Catherine Lechalupé |
| 1981/1982 | Französische Meisterschaft | Damendoppel | 1     | Anne Méniane / Catherine Lechalupé         |
| 1982/1983 | Französische Meisterschaft | Mixed       | 1     | Jean-Claude Bertrand / Catherine Lechalupé |
| 1982/1983 | Französische Meisterschaft | Dameneinzel | 1     | Catherine Lechalupé                        |
| 1982/1983 | Französische Meisterschaft | Damendoppel | 1     | Patricia Choel / Catherine Lechalupé       |
| 1986      | French Open                | Damendoppel | 1     | Anne Méniane / Catherine Lechalupé         |